# 岡田孝男
岡田 孝男（おかだ たかお、1926年1月28日 - 1998年10月28日）は、日本の医師、医学博士。

## 生涯
1926年（大正15年）1月28日、東京都小石川区久堅町（現・東京都文京区小石川4丁目）に誕生する。
祖父は医学博士、細菌学者である岡田国太郎。父は日本興業銀行より日本軽金属等の監査役を歴任した岡田弟左、母は伊勢亀山藩石川氏の一族の出である治（治子とも呼ばれた）。二人兄弟の長男として誕生した。東京府女子師範学校附属小学校（現東京学芸大学附属竹早小学校）より東京府立第五中学（現東京都立小石川中等教育学校）を経て順天堂医学専門学校の1期生として卒業した。
卒業後病理学教室に入り伴俊男教授に師事する。1959年（昭和34年）4月医学博士授与。1968年（昭和43年）順天堂大学初代臨床病理研究室責任者（室長）（現 順天堂大学大学院研究基盤センター）、
1969年（昭和44年）に日本で初めて膠原病専門の研究室として設立された順天堂大学医学部膠原病内科（塩川優一教授）初代医局長などを経て、順天堂大学医学部教授に就任した。一時東京都社会保険診療報酬支払基金専任審査委員を命じられ、社会保険の公正な利用のために尽力し、後に順天堂の初代医療保険室長となった。

### 略歴
1926年（大正15年）、1月28日東京に生まれる。
1949年（昭和24年）、3月順天堂医学専門学校を卒業する。
1950年（昭和25年）、3月東京中央鉄道病院においてインターンを終了し、4月順天堂医科大学外科研究生となる。
1951年（昭和26年）、6月順天堂医科大学病理学教室（伴俊男教授）研究生、11月同教室助手となる。
1956年（昭和31年）、10月順天堂大学医学部（病理学）講師に就任する。
1959年（昭和34年）、4月医学博士学位を授与される。
1962年（昭和37年）、7月伴俊男教授死去する。
1963年（昭和38年）、4月順天堂大学医学部（第一内科）に移る。
1966年（昭和41年）、1月順天堂大学医学部（第一内科）講師・医局長に就任する。
1968年（昭和43年）、順天堂大学医学部初代臨床病理研究所責任者に就任する。
1969年（昭和44年）、11月順天堂大学医学部（膠原病内科）講師となる。
1973年（昭和48年）、東京都社会保険診療報酬支払基金専任審査委員に任命される（1976年（昭和51年）退任）。
1975年（昭和50年）、順天堂大学附属順天堂医院初代医療保険室長に就任する。
1984年（昭和59年）、順天堂大学医学部（膠原病内科）助教授となる。
1989年（平成元年）、3月順天堂大学医学部（膠原病内科）教授に就任する。
1991年（平成3年）、順天堂大学を定年退職し、事後名誉教授となる。
1998年（平成10年）、10月28日小石川の自宅にて急逝する。
大学以外での主な役職
東京都社会保険診療報酬支払基金専任審査委員
日本リウマチ学会評議員
財団法人日本リウマチ財団登録医（登録番号192）
日本病理学会評議委員
日本脈管学会評議委員
学校法人実践女子学園顧問
主な表彰等
1998年（平成9年）3月24日　日本赤十字社より社会貢献に対して表彰を受ける。
1998年（平成9年）3月31日　学校法人実践女子学園より表彰を受ける。
1998年（平成9年）9月10日　国民健康保険中央会より事業振興への貢献に対して表彰を受ける。

## 交友関係
- 荻昌弘（映画評論家）、椿實（作家、幻想小説「メーゾン・ベルビウ地帯」などを著作）は東京府女子師範学校附属小学校の同級生。
- 矢吹輝夫（弁護士、司法研修所弁護教官・東京弁護士会副会長）は東京府立第五中学の同級生。
- 大国真彦（医学博士、日本大学教授・日大板橋病院院長・日本小児科学会会長・瑞宝中綬章受章）
- 乾道夫（医学博士、順天堂大学客員教授･平成記念賠償医事研究所長、東京都監察医務院勤務）
- 川久保格（医学博士、神奈川県医師会健康スポーツ医部会）順天堂大学の後輩。
- 橋本博史（医学博士、元順天堂大学膠原病内科教授、現医療法人社団愛和会理事長）順天堂大学の後輩。
- 林田康男（医学博士、順天堂大学医学部総合診療科研究室客員教授）順天堂大学の後輩、岡田医療保険室長の後任。
- 蕨治言（医学博士）順天堂大学の後輩。
- 宮坂信之（医学博士、東京医科歯科大学医学部附属病院長）日本リウマチ学会。

## 論文・著作
- 「急速進行性糸球体じん炎（RPGN）とびまん性肺出血を合併した全身性強皮症（PSS）の1剖検例 とくにGoodpasture症候群との鑑別について」（岡田孝男他 順天堂医学1983年8月）
- 「大学附属病院（順天堂大学医学部附属順天堂医院）の医療保険審査における査定減ならびに審査上の問題について 」（岡田孝男・林田康男著 順天堂医学1988年11月）
- 「教授定年退職記念講演 順天堂医院における保険医療と医療保険室」（岡田孝男著 順天堂医学 1991年7月）

- 「臨床病理 : 日本臨床検査医学会誌 乳腺症と乳癌 岡田孝男」（1959-04）
- 「日本泌尿器科學會雜誌 1966 腹部大動脈瘤による仮性無尿の1例 : 第30回東部連合地方会 野中博,小口文郎,岡田孝男」（社団法人日本泌尿器科学会 1966年）
- 「ステロイドの使い方 とくに副腎皮質ステロイド剤について 岡田孝男」（順天堂大学医学部 1966-10）
- 「日本医師会雑誌 63(6) 膠原病の生検法による診断 岡田孝男他」 （日本医師会 1970-03）
- 「臨床(特に内科)より 岡田孝男」（順天堂大学医学部 1971-01）
- 「最新医学27 膠原病と妊娠 内科から（Life historyからみた臨床医学-1-各科共通領域の諸問題-1-(特集) ; 受胎から分娩まで 慢性疾患患者の妊娠） 岡田孝男」（1972-10）
- 「治療58 ペニシラミン（"膠原病"その病像の特徴と治療(今月の課題) ; 膠原病--治療薬剤の使い方）」（1976-07）
- 「潰瘍性大腸炎,限局性回腸炎とWhipple病（関節炎--その鑑別診断と最近の考え方<特集>） 岡田孝男」（南江堂 [編] 1978-06）
- 「リウマチ10 所謂Wegener氏肉芽腫と考えられる一症例（第13回日本リウマチ学会総会 ; パネルディスカッション展示）岡田孝男」（1970-05）
- 「リウマチ11 リウマチ熱とリウマチ様関節炎の中間型症例 リウマチ熱と若年型リウマチ様関節炎の中間症例か（リウマチ及び近縁疾患の症例検討会 診断困難例,珍しい例,臨床上有意義な例など(第14回日本リウマチ学会パネルディスカッション-3-)） 岡田孝男」（1971-01）
- 「リウマチ14 悪性関節リウマチの4剖検例（第18回日本リウマチ学会総会 ; 悪性リウマチ<パネルディスカッション>） 岡田孝男」（1974-12）
- 「リウマチ15 慢性関節リウマチにおける薬物療法の意義（第19回日本リウマチ学会総会 ; 慢性関節リウマチ(RA)の治療の現況(パネル・ディスカッション） 岡田孝男・塩川優一共著」（1975-12）
- 「日本臨床 33(増刊)(388) 症例25.関節痛,呼吸困難(A-Vブロック) 順天堂大 岡田孝男ほか」p54～55（日本臨牀社 1975-04）
- 「日本臨床36 悪性関節リウマチ(MRA)（血管炎--その病理と臨床<特集> ; 血管炎を伴う病態の臨床と病理--本邦臨床病理統計と血管病変の本態論シリーズ） 岡田孝男・塩川優一共著」（日本臨床 1978-04）
- 「アレルギー 1971-04-30 107.自己免疫疾患と悪性腫瘍(第1報) : NZB/WF_1マウスを用いての実験的考察(Miscellaneous) 順天堂大学第一内科共著」（日本アレルギー学会 1971-04）
- 「アレルギー 1971-11-30 ニュージーランドマウス(NZB/W F_1)におけるリンパ腫の自然発生 安倍千之,岡田孝男,塩川優一,田中喜一郎」（日本アレルギー学会 1971-11）
- 「Japanese circulation journal 1964-10-20 各種中毒性疾患に対する心電図学的研究 : (第5報チフス菌毒素) : 第32回日本循環器学会関東甲信越地方会 村上精次,荒木勇,坂本豊吉,岡田孝男,鈴木秀夫,佐藤日出男,川久保格,村上正中」（社団法人日本循環器学会 1964-10）
- 「Japanese circulation journal 1965-02-20 蛍光抗体法によるリウマチ性心疾患の研究(続報) : 講演会一般演題 塩川優一,山田茂,柴山久雄,岡田孝男,加藤千岳」（社団法人日本循環器学会 1965-02）
- 「Japanese circulation journal 1966-01-20 各種中毒性疾患の心電図学的研究(第6報) : 日本循環器学会第35回関東甲信越北陸地方会 順天堂大学第一内科」（社団法人日本循環器学会 1966-01）
- 「Japanese circulation journal 1967-03-10 リウマチ熱における蛍光抗体法による抗心筋抗体(続報) 順天堂大学第一内科」（社団法人日本循環器学会 1967-03）
- 「Japanese circulation journal 1967-03-20 心筋に石灰化病巣を認めたエリテマトーデスの1剖検例 : 第41回日本循環器学会関東甲信越北陸地方会川久保格,岡田孝男,塩川優一,高木俊孝」（総会社団法人日本循環器学会 1967-03）
- 「Japanese circulation journal 1967-06-20 成人リウマチ熱の3症例 : 第43回日本循環器学会関東甲信越北陸地方会 塩川優一,岡田孝男,東島利夫,本康勝,村野健司,蕨治言」（社団法人日本循環器学会 1967-06）
- 「Japanese circulation journal 1967-08-15 Libman-Sacks'型心内膜炎の1剖検例 : 第44回日本循環器学会関東甲信越北陸地方学会塩川優一,岡田孝男,宮崎忠博,桑原紀之」（社団法人日本循環器学会 1967-08）
- 「Japanese circulation journal 1968-03-05 リウマチ熱, リウマチ性心疾患の研究 : 続報 : 実態調査と成因 順天堂大学第一内科共著」（社団法人日本循環器学会 1968-03）
- 「Japanese circulation journal 1969-02-20リウマチ性心臓病とリウマチ熱既往の関連に関する研究 順天堂大学第一内科共著」（社団法人日本循環器学会 1969-02）
- 「Japanese circulation journal 1970-03-20 東京都学童心疾患の実態調査(続報)リウマチ熱既往の検討 : 第51回 日本循環器学会関東甲信越地方会総会 順天堂大学第一内科」（社団法人日本循環器学会 1970-03）
- 「Japanese circulation journal 1971-02-20 リウマチ熱の発生機序に関する実験的研究 : 超音波破壊した溶連菌細胞壁による心病変の作製 順天堂大学第一内科共著」（社団法人日本循環器学会 1971-02）
- 「Japanese circulation journal 1972-04-20 全身性エリテマトーデスに合併した心のう炎について : 第58回日本循環器学会関東甲信越地方会 橋本博史,岡田孝男,村上正中」（社団法人日本循環器学会 1972-04）
- 「Japanese circulation journal 1973-02-20 リウマチ熱, リウマチ性心疾患の発生機序に関する免疫学的研究(続報) 順天堂大学第一内科共著」（社団法人日本循環器学会 1973-02）
- 「Japanese circulation journal 1974-04-01 膠原病 : 循環器疾患と免疫 塩川優一,岡田孝男,飯田昇」（社団法人日本循環器学会 1974-04）
- 「Japanese circulation journal 1974-04-01 リウマチ熱およびその周辺疾患における抗心筋抗体とその病因的意義 順天堂大学第一内科共著」（社団法人日本循環器学会 1974-04）

(伴俊男教授指導論文）
- 「所謂乳腺症の病理(1) 岡田孝男」（日本病理学会会誌42巻 昭和28年）
- 「所謂乳腺症の病理(2) 岡田孝男」（日本病理学会会誌43巻 昭和29年）
- 「所謂Ewing腫瘍 齋藤脩･岡田孝男」（日本病理学会会誌43巻 昭和29年）
- 「所謂乳腺症の病理(3) 岡田孝男」（日本病理学会会誌44巻1号 昭和30年）
- 「所謂乳腺症の病理(4) 岡田孝男･松本和夫」（日本病理学会会誌45巻3号 昭和31年4月）
- 「所謂乳腺症の病理(5) 岡田孝男･松本和夫･乾道夫」（日本病理学会会誌46巻3号 昭和32年4月）
- 「真菌性脳膜炎の2例 乾道夫･岡田孝男･松本和夫」（日本病理学会会誌47巻 昭和33年）
- 「乳腺症と乳癌 岡田孝男」（臨床病理7巻2号 昭和34年）
- 「所謂乳腺症の組織構造(1) 松本和夫･岡田孝男」（日本病理学会会誌48巻4号 昭和34年4月）
- 「所謂乳腺症の組織構造(2) 松本和夫･岡田孝男」（日本病理学会会誌49巻 昭和35年）
- 「副腎皮質腫瘍に就いて 高木俊孝･森田功･岡田孝男･橋本正宣」（37年度日本病理学会総会）